# 뉴스보이캡

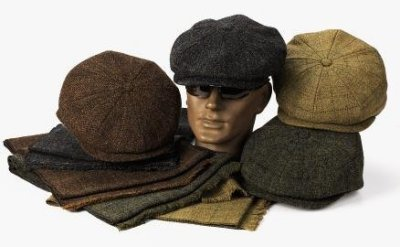

뉴스보이캡(newsboy cap)은 플랫캡과 유사한 캡이다. 전체적인 모양과 앞에 차양이 붙은 점 등이 플랫캡과 거의 동일하지만, 플랫캡보다 둥글고 부피가 풍성하며 꼭대기에 단추가 달려 있다.

## 같이 보기
- 플랫캡